# Basisfolge
Basisfolgen werden im mathematischen Teilgebiet der Funktionalanalysis zur Untersuchung von Banachräumen herangezogen. Es handelt sich dabei um Folgen, die eine Schauderbasis in dem von ihnen erzeugten Unterraum sind. Nicht jeder separable Banachraum hat eine Schauderbasis, aber es gibt stets Basisfolgen. 

## Definition
Eine Folge {\displaystyle (x_{n})_{n\in \mathbb {N} }} in einem Banachraum {\displaystyle X} heißt eine Basisfolge, wenn {\displaystyle (x_{n})_{n\in \mathbb {N} }} eine Schauderbasis in {\displaystyle [(x_{n})_{n\in \mathbb {N} }]} ist, das heißt in der abgeschlossenen, linearen Hülle der Elemente {\displaystyle x_{n}}. Die Basisfolge heißt normalisiert, wenn alle {\displaystyle x_{n}} die Norm 1 haben.
Zwei Basisfolgen {\displaystyle (x_{n})_{n\in \mathbb {N} }} und {\displaystyle (y_{n})_{n\in \mathbb {N} }} in Banachräumen {\displaystyle X} bzw. {\displaystyle Y} heißen äquivalent, wenn für jede Folge {\displaystyle (\alpha _{n})_{n\in \mathbb {N} }} von Skalaren die Reihe {\displaystyle \textstyle \sum _{n=1}^{\infty }\alpha _{n}x_{n}} genau dann in {\displaystyle X} konvergiert, wenn {\displaystyle \textstyle \sum _{n=1}^{\infty }\alpha _{n}y_{n}} in {\displaystyle Y} konvergiert. Das ist genau dann der Fall, wenn es einen Banachraum-Isomorphismus {\displaystyle T:[(x_{n})_{n\in \mathbb {N} }]\rightarrow [(y_{n})_{n\in \mathbb {N} }]} gibt mit {\displaystyle Tx_{n}=y_{n}} für alle {\displaystyle n\in \mathbb {N} }.
Zwei Basisfolgen {\displaystyle (x_{n})_{n\in \mathbb {N} }} und {\displaystyle (y_{n})_{n\in \mathbb {N} }} in Banachräumen {\displaystyle X} bzw. {\displaystyle Y} heißen kongruent, falls es einen Banachraum-Isomorphismus {\displaystyle T:X\rightarrow Y} gibt mit {\displaystyle Tx_{n}=y_{n}} für alle {\displaystyle n\in \mathbb {N} }. Offenbar sind kongruente Basisfolgen äquivalent, die Umkehrung dieser Aussage scheitert daran, dass man einen Banachraum-Isomorphismus {\displaystyle T:[(x_{n})_{n\in \mathbb {N} }]\rightarrow [(y_{n})_{n\in \mathbb {N} }]} im Allgemeinen nicht zu einem solchen von {\displaystyle X} auf {\displaystyle Y} fortsetzen kann.

## Beispiele
- Jede Schauderbasis in einem Banachraum ist eine Basisfolge, zum Beispiel die kanonischen Basen in den Folgenräumen {\displaystyle \ell ^{p}} oder das Haar-System in den Räumen Lp([0,1]), wobei {\displaystyle 1\leq p<\infty }.
- Die Folge der Rademacherfunktionen ist in jedem Raum Lp([0,1]), {\displaystyle 1\leq p<\infty }, eine Basisfolge, die äquivalent zur kanonischen Basis in {\displaystyle \ell ^{2}} ist, wie sich leicht aus der Chintschin-Ungleichung ergibt.

## Das Grinblum-Kriterium
Das nach dem russischen Mathematiker Maximilian Michailowitsch Grinblum benannte Grinblum-Kriterium entscheidet für eine vorgelegte Folge in einem Banachraum, ob es sich um eine Basisfolge handelt. Demnach ist {\displaystyle (x_{n})_{n\in \mathbb {N} }} genau dann eine Basisfolge in {\displaystyle X}, wenn alle {\displaystyle x_{n}} von 0 verschieden sind und es eine Konstante {\displaystyle K>0} gibt mit
{\displaystyle \left\|\sum _{k=1}^{m}\alpha _{k}x_{k}\right\|\,\leq \,K\,\left\|\sum _{k=1}^{n}\alpha _{k}x_{k}\right\|}
für jede Folge {\displaystyle (\alpha _{k})_{k\in \mathbb {N} }} von Skalaren und natürlichen Zahlen {\displaystyle m,n} mit {\displaystyle m\leq n}.
Das kleinste {\displaystyle K}, das obige Ungleichung für alle Skalare {\displaystyle \alpha _{k}} und {\displaystyle m<n} erfüllt, heißt Basiskonstante der Basisfolge. Das ist nichts anderes als die Basiskonstante der Schauderbasis {\displaystyle (x_{n})_{n\in \mathbb {N} }} im Banachraum {\displaystyle [(x_{n})_{n\in \mathbb {N} }]}.

## Existenz von Basisfolgen
Das Auswahlprinzip von Bessaga-Pelczynski besagt, dass in einem unendlichdimensionalen Banachraum jede Folge {\displaystyle (x_{n})_{n\in \mathbb {N} }} mit {\displaystyle \|x_{n}\|=1} für alle {\displaystyle n\in \mathbb {N} }, die schwach gegen 0 konvergiert, eine Teilfolge enthält, die Basisfolge ist. Daraus folgt insbesondere
- Jeder unendlichdimensionale Banachraum enthält einen abgeschlossenen Unterraum, der eine Schauderbasis hat.[5]

Es stellt sich sofort die Frage, ob jeder unendlichdimensionale Banachraum sogar einen abgeschlossenen Unterraum mit unbedingter Schauderbasis besitzt. Dieses Problem war lange offen, bis William Timothy Gowers und Bernard Maurey 1993 ein negatives Beispiel vorlegten.

## Blockbasisfolgen
Es sei {\displaystyle (x_{n})_{n\in \mathbb {N} }} Schauderbasis eines Banachraums {\displaystyle X}. Eine Blockbasisfolge von {\displaystyle (x_{n})_{n\in \mathbb {N} }} ist eine Folge {\displaystyle (u_{n})_{n\in \mathbb {N} }} von Vektoren {\displaystyle u_{n}\not =0} mit
{\displaystyle u_{n}=\sum _{k=p_{n-1}+1}^{p_{n}}\alpha _{k}x_{k}}   wobei {\displaystyle 0=p_{0}<p_{1}<p_{2}<\ldots ,\quad \alpha _{k}\in \mathbb {R} }.
Die {\displaystyle u_{n}} entstehen demnach aus {\displaystyle (x_{n})_{n\in \mathbb {N} }} durch Bildung von Blöcken, woher der Name Blockbasisfolge rührt. Zudem kann man zeigen, dass {\displaystyle (u_{n})_{n\in \mathbb {N} }} tatsächlich eine Basisfolge ist, deren Konstante nicht größer als die Basiskonstante von {\displaystyle (x_{n})_{n\in \mathbb {N} }} ist.
Dies ist eine wichtige Methode, aus gegebenen Basisfolgen durch Blockbildung neue zu gewinnen. Man kann zeigen, dass die aus den kanonischen Basen von {\displaystyle c_{0}} oder {\displaystyle \ell ^{p}} gebildeten normalisierten Blockbasisfolgen zur Ausgangsbasis äquivalent  sind. Das führt zu bedeutenden Konsequenzen über die Struktur dieser Folgenräume.